# آيت مالك (آيت يدين)
آيت مالك هي إحدى مشيخات المملكة المغربية، تتبع جغرافيا لإقليم الخميسات وإداريًا لآيت يدين. يقدر عدد سكانها بـ 11017 نسمة حسب الإحصاء الرسمي للسكان والسكنى لسنة 2004.